# فهرست لقب‌های ایالت‌های آمریکا

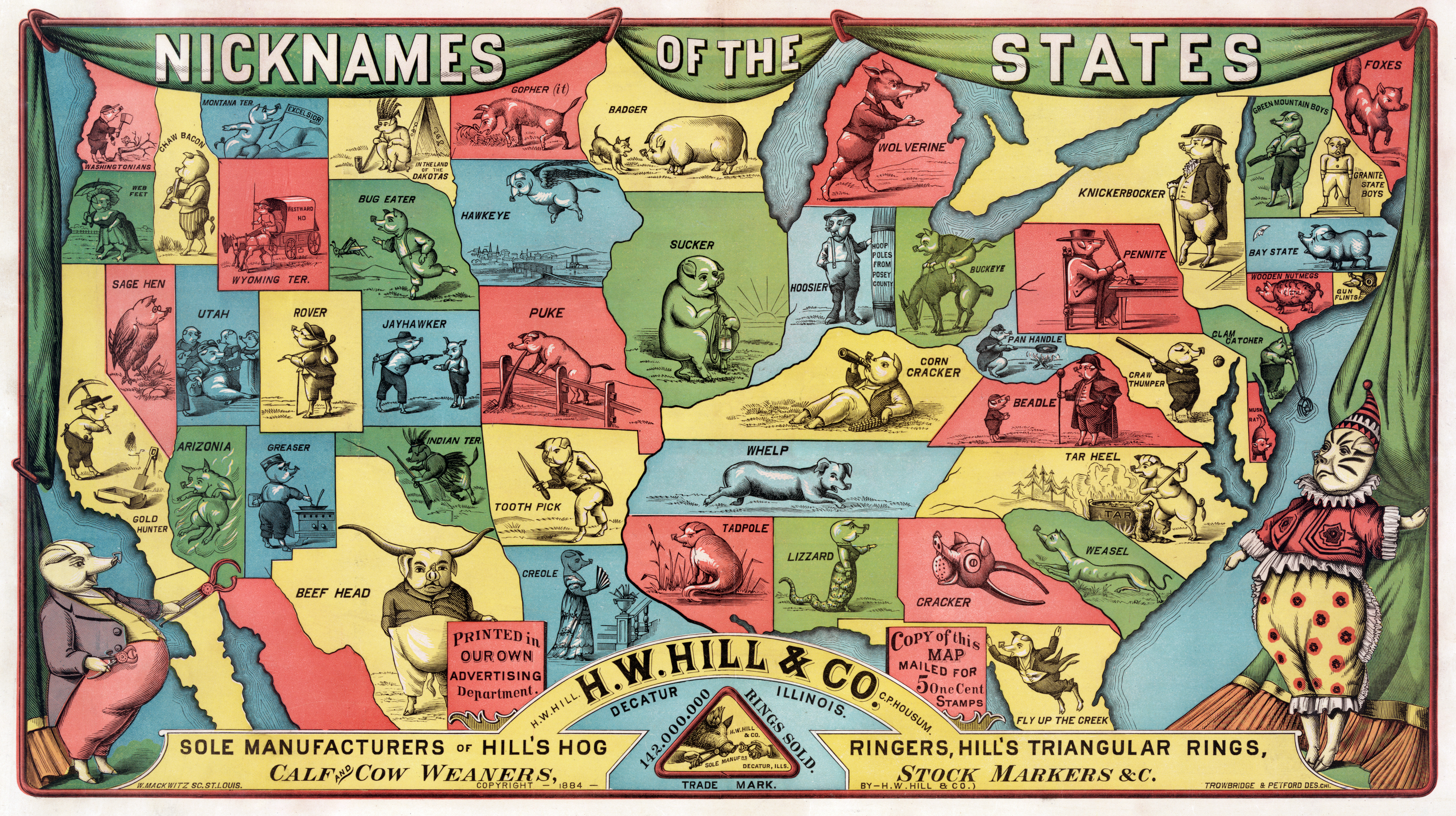
نقشهٔ ایالت‌های آمریکا که در آن لقب‌ها به صورت نماد مشخص شده‌است. حکاکی توسط مکویتز ۱۸۸۴ (۱۲۶۳) سنت لوییز

جدول زیر فهرستی است از لقب‌های ایالت‌های آمریکا، که شامل لقب‌های رسمی و غیررسمی هر یک از ایالت‌های آمریکا می‌باشد. لقب رسمی کنونی ایالت‌ها به صورت پر رنگ مشخص شده‌است.

## لقب‌های ایالت‌ها
| ایالت                      | لقب(ها) |
| -------------------------- | --- |
| آلاباما · (لقب رسمی ندارد) | - ایالت کشتزار پنبه - ایالت پنبه - قلب دیکسی - ایالت مارمولک - ایالت سهره اروپایی - ایالت کاملیا |
| آلاسکا                     | - سرزمین بزرگ (پیش از این در پلاک وسایل نقلیه‌ی آلاسکا استفاده می‌شد) - سرزمین خورشید نیمه شب - سرزمین مهتاب نیمروزی - آخرین مرز (در حال حاضر در پلاک وسایل نقلیه آلاسکا استفاده می‌شود) - حماقت سیوارد (خرید آلاسکا پیشنهاد ویلیام هنری سیوارد وزیر وقت امور خارجهٔ آمریکا بود) - جعبهٔ یخی سیوارد، کوه یخ، قطب، دیوار روسیه، و باغ خرس‌های قطبی جانسون همگی لقب‌های تمسخرآمیزی بودند که در هنگام بحث و جدل بر سر خرید آلاسکا توسط اعصای کنگره ابداع شدند. |
| آریزونا                    | - ایالت آپاچی‌ها - ایالت آزتک‌ها - ایالت نوزاد (درطول ۴۷ سالی که آریزونا آخرین ایالت پیوسته به ایالات متحده محسوب می‌شد، لقب ایالت بود) - ایالت مس - ایالت گرند کنیون (در حال حاضر در پلاک وسایل نقلیه آریزونا استفاده می‌شود) - ایتالیای آمریکا - ایالت شن - ایالت غروب آفتاب - ایالت عزیز - ایالت والنتاین (آریزونا در ۱۴ فوریه، روز ولنتاین به ایالات متحده پیوست) |
| آرکانزاس                   | - ایالت خرس‌ها - ایالت بووی - ایالت چشمه‌های آب گرم - سرزمین فرصت‌ها (پیش از این در پلاک وسایل نقلیه‌ی آرکانزاس استفاده می‌شد) - ایالت طبیعی (در حال حاضر در پلاک وسایل نقلیه آرکانزاس استفاده می‌شود) - ایالت گرازها - ایالت توثپیک - ایالت شگفت‌انگیز - ایالت الماس |
| کالیفرنیا                  | - ال دورادو - ایالت زرین (پیش از این در پلاک وسایل نقلیه‌ی کالیفرنیااستفاده می‌شد) - سرزمین آفتاب و فرصت - غرب زرین - ایالت انگور - سرزمین شیر و عسل - سرزمین میوه و آجیل - جایی که ستاره‌ها در آن به خاک سپرده شده‌اند - کاسهٔ غلات کشور - ایالت یوریکا - ایالت خرس (یا جمهوری خرس) - ایالت آفتاب (امروزه کمتر استفاده می‌شود) (لقب رسمی فلوریدا) |
| کلرادو                     | - دشت بوفالوها (امروزه کمتر استفاده می‌شود) - ایالت سده (پیش از این در پلاک وسایل نقلیه‌ی کلرادو استفاده می‌شد) - کلرادو رنگارنگ (پیش از این در پلاک وسایل نقلیه‌ی کلرادو استفاده می‌شد) - ایالت کلمباین - مرتفع‌ترین ایالت - ایالت سرب (امروزه کمتر استفاده می‌شود) - مادر رودخانه‌ها - امپراطوری کوهستان راکی - ایالت کوهستان راکی (امروزه کمتر استفاده می‌شود) - ایالت نقره (امروزه کمتر استفاده می‌شود) - سوویسِ آمریکا |
| کنتیکت                     | - ایالت قانون اساسی - ایالت درخت جوز - ایالت درخت بلوط سفید |
| دلاویر                     | - پایتخت شیمی - پایتخت شرکت‌ها (به خاطر وجود قوانین تسهیل‌کننده تجاری در ایالت) - ایالت الماس (الماس در پرچم دلاویر وجود دارد) - ایالت مرغ آبی - نخستین ایالت (دلاویر نخستین ایالتی بود که قانون اساسی ایالات متحده آمریکا را تصویب کرد؛ در حال حاضر در پلاک وسایل نقلیه دلاویر استفاده می‌شود) - محل خرید بدون مالیات - سوئد جدید - ایالت هلو - اعجوبه کوچک - دستمال جیبی عمو سم |
| واشینگتن دی.سی.            | - پایتخت شهر (پیش از این در پلاک وسایل نقلیه استفاده می‌شد) - شهر فدرال - مالیات بدون نمایندگی (در حال حاضر در پلاک وسایل نقلیه دلاویر استفاده می‌شود) - ناحیه |
| فلوریدا                    | - ایالت تمساح - ایالت مرکبات - ایالت اورگلیدز - ایالت گل - اتاق انتظار خداوند - ایالت خلیجی - ایالت توفندها - لا فلوریدا - ایالت گاو دریایی - ایالت پرتقال - شبه جزیره یا ایالت شبه جزیره - ایالت طلوع خورشید (در حال حاضر در پلاک وسایل نقلیه دلاویر استفاده می‌شود) - ایالت استوایی |
| جورجیا                     | - ایالت هلو (پیش از این در پلاک وسایل نقلیه‌ی جورجیا استفاده می‌شد) - ایالت کراکرها — کراکر واژه‌ای است که در گذشته به دو ایالت جورجیا و فلوریدا گفته می‌شد. احتمالاً واژهٔ توهین آمیزی در مورد ماجرانی بوده‌است که از کوهستان‌های ویرجینیا و کارولینای شمالی به این منطقه می‌آمدند. - امپراطوری جنوب — به برتری اقتصادی این ایالت در بین ایالت‌های جنوبی آمریکا اشاره دارد - سرزمین یانکی‌های جنوبی: همانند "امپراطوری" "سرزمین یانکی‌های جنوبی" اشاره به رشد اقصادی و صنعنی جورجیا دارد. این لقب احتمالاً عبارتی توهین آمیزی بوده‌است که شمالی‌ها به کار می‌بردند. - ایالت گوبر — این عبارت مربوط به یک موسیقی محلی است |
| هاوایی                     | - ایالت آلوها (در حال حاضر در پلاک وسایل نقلیه هاوایی استفاده می‌شود) - بهشت اقیانوس آرام - ایالت آناناس - ایالت رنگین کمان - جوانترین ایالت |
| آیداهو                     | - ایالت گوهری - گوهر کوهستان - آیدای کوچک - ایالت سیب زمینی - پتوتونیا |
| ایلینوی                    | - سرزمین لینکولن (در حال حاضر در پلاک وسایل نقلیه ایلی‌نوی استفاده می‌شود) - ایالت چمن زار - ایالت ذرت - ایالت ساکر یا ایالت مکنده (احتمالاً به خاطر وجود نوعی ماهی مکنده در این ایالت) - بوستان غرب |